# Château de Pevensey
Le château de Pevensey est un ancien château fort du XIe siècle, qui a succédé à un fort romain, remanié à plusieurs reprises, aujourd'hui ruiné, dont les vestiges se dressent sur la côte saxonne, dans la paroisse civile de Pevensey dans le comté du Sussex de l'Est en  Angleterre.
Le château est protégé au titre de monument d'importance nationale depuis le 8 février 1915. Le site est un monument classé, placé sous la garde du patrimoine anglais et ouvert aux visiteurs.
Construit vers 290 apr. J.-C., le fort romain était connu sous le nom d'Anderitum. Il semble avoir servi de base à une flotte appelée Classis Anderidaensis. Les raisons de sa construction ne sont pas claires. Il a longtemps été considéré comme faisant partie d'un système défensif romain établi pour protéger les côtes britanniques et gauloises contre les pirates saxons. Une hypothèse plus récente voudraient qu'Anderitum et les autres forts de la côte saxonne aient été construits par un usurpateur dans une tentative finalement infructueuse d'empêcher Rome de réimposer son contrôle sur la Grande-Bretagne.
Anderitum tomba en ruine à la fin de l' occupation romaine, mais fut réoccupé en 1066 par les Normands, pour qui il devint un rempart stratégique de première importance. Un donjon et une fortification en pierre ont été construits à l'intérieur des murs romains, et ont fait face à plusieurs sièges. Bien que sa garnison ait été deux fois assez affamée pour se rendre, la forteresse n'a jamais été prise d'assaut avec succès. Le château fut occupé de façon plus ou moins continue jusqu'au XVIe siècle, hormis une éventuelle rupture au début du XIIIe siècle où il fut méconnu lors de la première guerre des Barons. De nouveau été abandonné à la fin du XVIe siècle, le fort tomba en ruine, en partie envahi par la végétation, jusqu'à son acquisition par l'État en 1925.
Le château de Pevensey a été réoccupé entre 1940 et 1945, pendant la Seconde Guerre mondiale, lorsqu'il a été mis en garnison par des unités de la Home Guard des armées britannique et canadienne et de l'United States Army Air Corps. Des postes de mitrailleuses ont été construits dans les murs romains et médiévaux pour contrôler le terrain plat autour de Pevensey et se prémunir contre la menace d'une invasion allemande. Ils ont été laissés en place après la guerre et sont encore visibles de nos jours.

## Localisation et dimensions

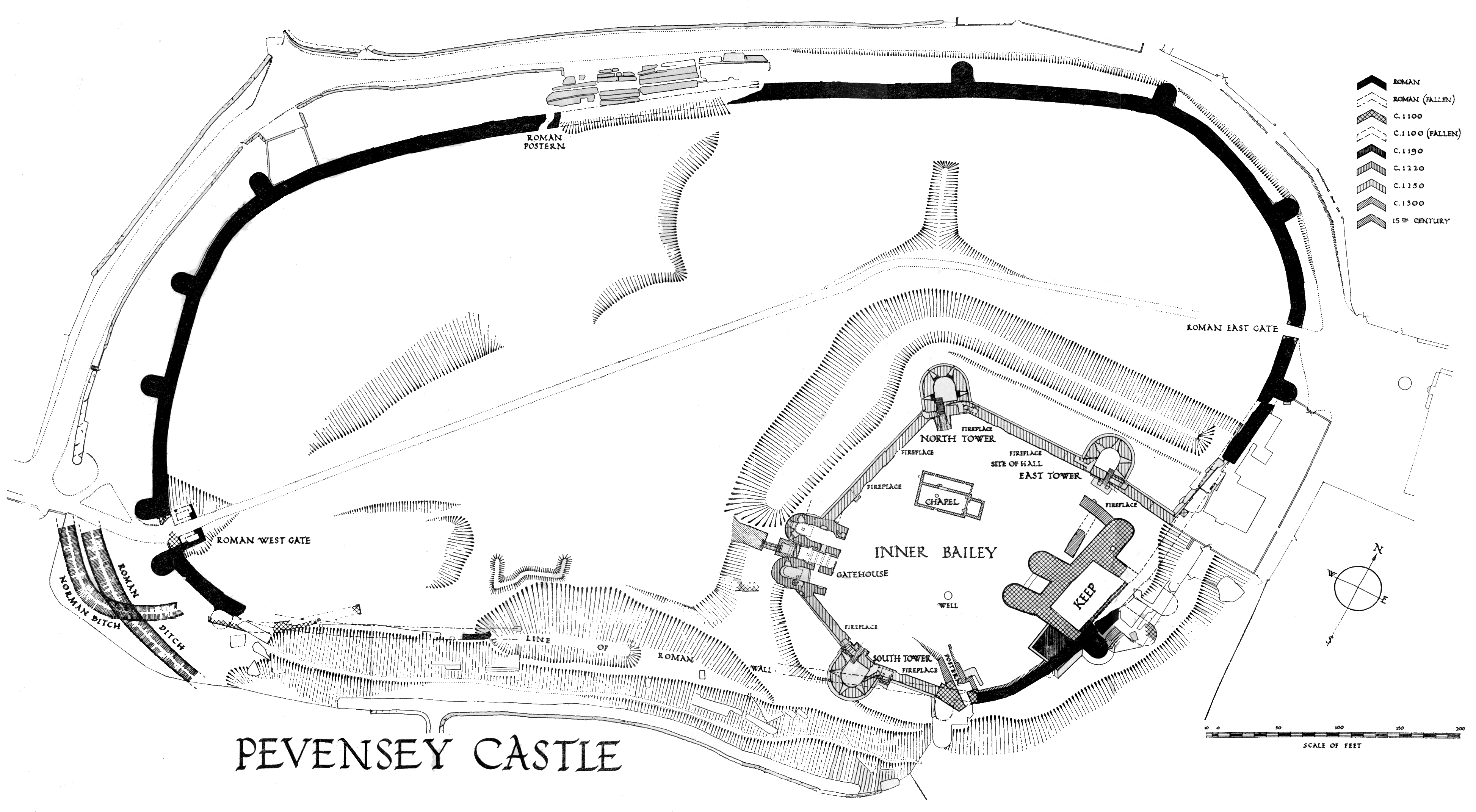
Plan du château de Pevensey

Le château de Pevensey a été construit par les Romains sur un éperon de sable et d'argile qui s'élève à environ 10 m au-dessus du niveau de la mer. À l'époque romaine, cet éperon était une péninsule qui se projetait dans une lagune entourée de marécages et soumise aux marées, ce qui en faisait une solide position défensive naturelle. On pense qu'un port était situé près du mur sud du château, abrité par une longue ligne de galets où se trouve maintenant le village de Pevensey Bay. Une petite rivière, nommée Pevensey Haven, qui coule le long du côté nord de la péninsule, se serait à l'origine déversée dans la lagune, mais elle est maintenant en grande partie envasée.
Depuis l'époque romaine, l'envasement et la remise en état des terres dans les Pevensey Levels (en) ont repoussé le littoral d'environ 1,5 km, laissant le château enclavé. Le terrain entre le château et la mer est maintenant un marais plat drainé par un réseau de fossés et d'égouts ou drains. Le village moderne de Pevensey est situé principalement à l'est du château, à l'extrémité de l'ancienne péninsule. Castle Road (la B2191) contourne le mur nord romain et relie Pevensey au village voisin de Westham. Un sentier public traverse l'intérieur du château, reliant les deux villages. Une zone de terres récupérées, faisant autrefois partie de la lagune de Pevensey, mais maintenant réduite à des marais et des champs traversés par la ligne de chemin de fer d'Eastbourne à Hastings, est située immédiatement au sud du château.
Le château occupe une superficie d'environ 3,67 ha. Il a un plan ovale sur un alignement nord-est / sud-ouest, mesurant 290 m sur 170 m. Non seulement c'est le plus grand des neuf forts du rivage saxon, mais ses murs et ses tours sont les plus grands de tous les forts romains survivants de cette époque. Sa forme unique parmi les forts de la côte saxonne a vraisemblablement été déterminée par les contours de la péninsule sur laquelle il se dresse.

## Architecture

### Mur d’enceinte

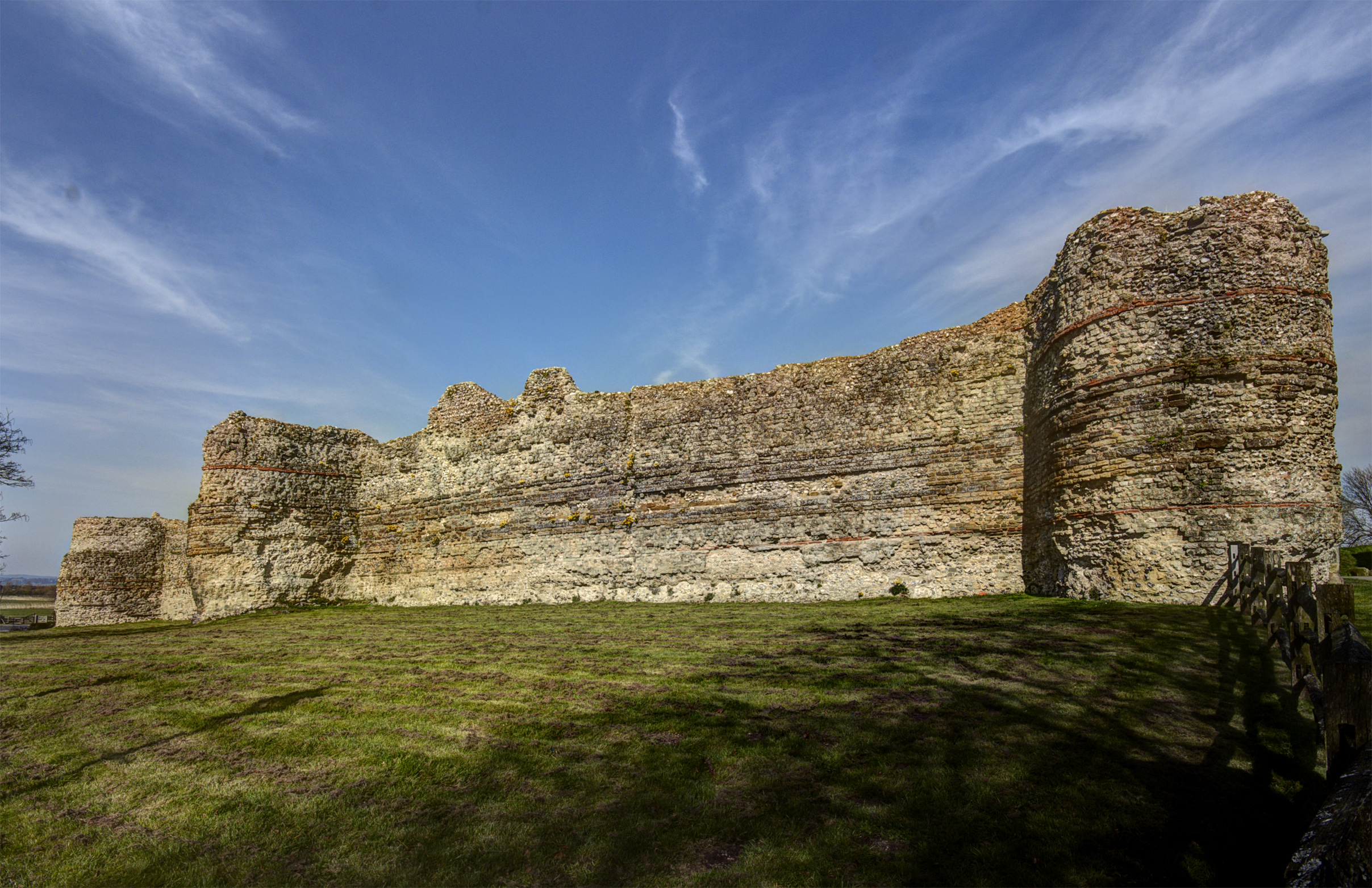
Courtine romaine ouest du château de Pevensey

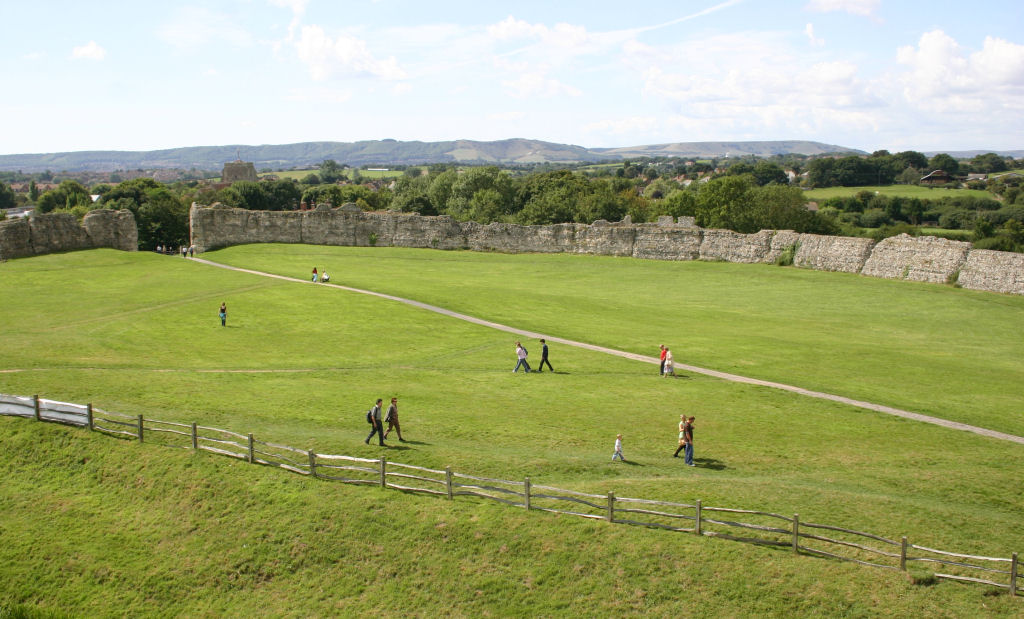
Vue depuis la cour intérieure montrant le côté ouest de l'enceinte romaine

Le mur d'enceinte du château est construit à grande échelle, avec des courtines et des tours en saillie encore debout, mesurant jusqu'à 8,2 m de haut (probablement environ 9,5 m de haut lors de la construction) et 4,2 m d'épaisseur à la base. Les sections nord, est et ouest du mur d'enceinte ont survécu pour la plupart intactes, à l'exception d'un segment écroulé du mur nord ; le mur sud, qui longeait directement la mer ou le marais, a presque entièrement disparu. Il est recouvert de grès et de minerai de fer, bien que la plupart des pierres de parement d'origine aient été pillées au cours des siècles. La structure visible maintenant se compose principalement d'un noyau de moellons et de grès, lié avec du mortier. Des rangées de carreaux de collage traversent horizontalement le mur. Une impression de son aspect d'origine peut être observée dans une zone du mur nord fouillée jusqu'aux fondations encore intactes, révélant l'ancien parement constitué de petits blocs de pierre. Le mur avait à l'origine une apparence de gradins avec au moins deux niveaux de marches sur la face intérieure, bien qu'il n'y ait aucune indication survivante de la façon dont la garnison pouvait atteindre le sommet. Au faîte de la muraille, les vestiges de l'époque médiévale laissent encore voir des créneaux, qui ont probablement remplacé les originaux romains.
Les tours en forme de D le long de la courtine sont similaires à celles d'autres forts de la côte saxonne, bien que leur répartition soit quelque peu inhabituelle. Parce que le fort était en partie entouré de marais et d'eau, qui fournissaient des défenses naturelles, les Romains ont économisé en ne construisant des tours que sur les secteurs les plus vulnérables du nord-est et de l'extrême ouest. Les tours étaient probablement utilisées pour supporter des armes d'artillerie, comme des catapultes et des arbalètes lourdes. Dix tours survivent encore, mais elles étaient plus nombreuses à l'origine, avant la disparition du mur sud.

### Portes

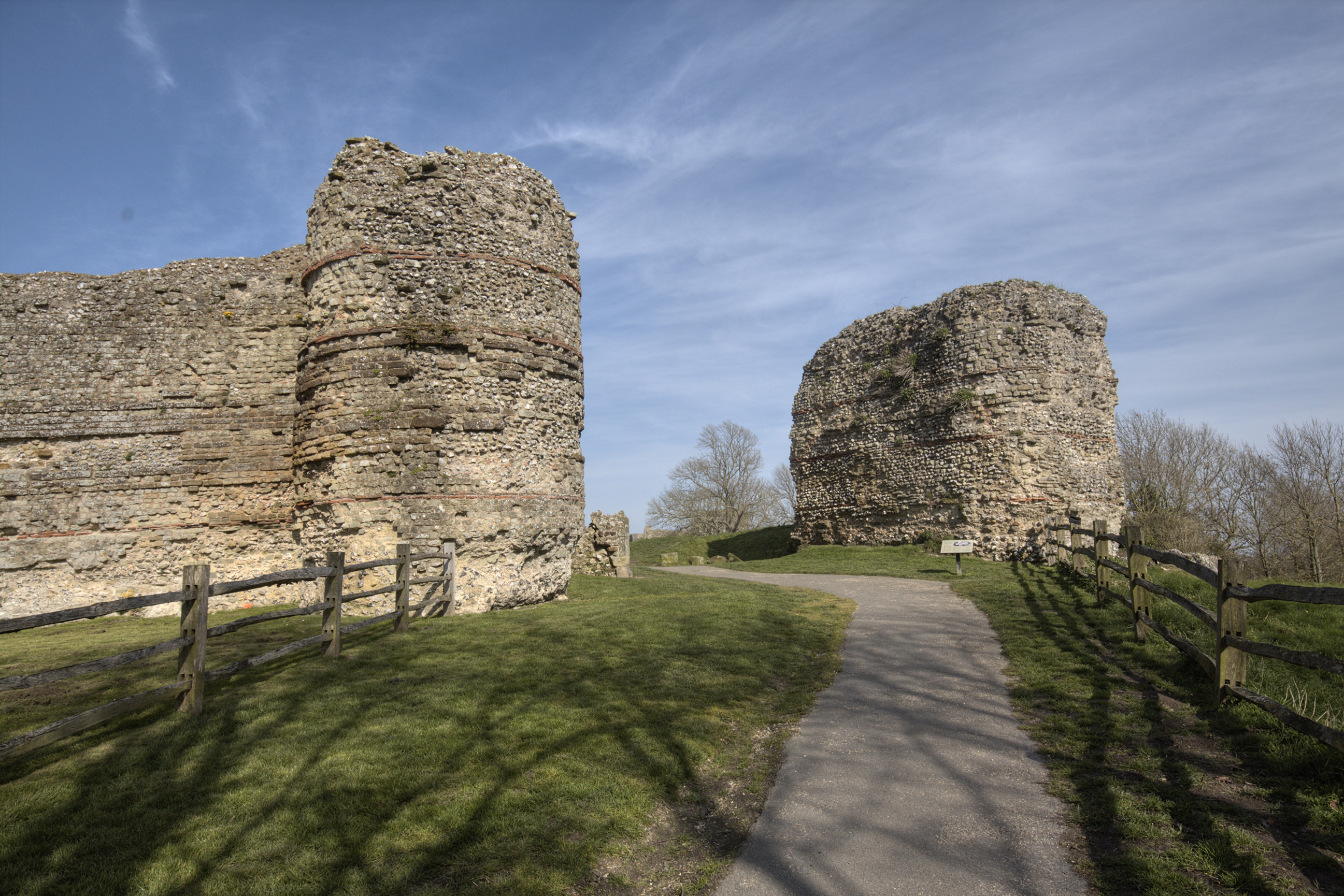
Porte romaine ouest

Le fort romain possédait deux entrées principales, l'une à l'est et l'autre à l'ouest, flanquées de tours.
La porte ouest couvrait l'accès vers la terre via la chaussée qui reliait Pevensey au continent. Un fossé traversait la chaussée, qui menait à un corps de garde rectangulaire à une seule arche d'environ 2,4 m de large, avec une tour en forme de D à chaque extrémité à partir de laquelle les archers pouvaient tirer le long de l'arche. L'entrée principale du fort de Saxon Shore à Portchester, construit vers la même période, avait un plan très similaire. Il ne reste plus rien du corps de garde romain, remplacé à l'époque médiévale, alors qu'il subsiste quelques pierres du corps de garde médiéval.
La porte est, large de 2,8 m, est toujours debout. Bien que les éléments visibles de nos jours soient principalement médiévaux et du XIXe siècle, l'original romain n'avait probablement pas un aspect très différent. Une porte de poterne a été placée dans le mur nord à côté d'une section maintenant effondrée. Elle a été construite à l'origine sous la forme d'un étroit passage incurvé. Une autre porte de poterne peut avoir été placée dans le mur sud effondré. Il a pu exister des routes dans le fort à travers les marais ou un accès depuis le port, dont il ne reste aucune trace.

### Intérieur
L'intérieur du fort a été surélevé artificiellement par les Romains, en utilisant de la terre creusée dans le fossé de fondation, pour l'amener au niveau de la marche en saillie à l'arrière du mur. Aucune preuve de bâtiments significatifs à l'intérieur du fort n'a été trouvée lors des fouilles. Un certain nombre de foyers romains, situés à intervalles réguliers au centre du fort, suggérent qu'il pourrait avoir été le site de bâtiments de caserne en bois. On suppose qu'ils étaient en grande partie composés des structures d'acacia et de torchis à ossature de bois qui ont laissé peu de traces.

### Cour intérieure

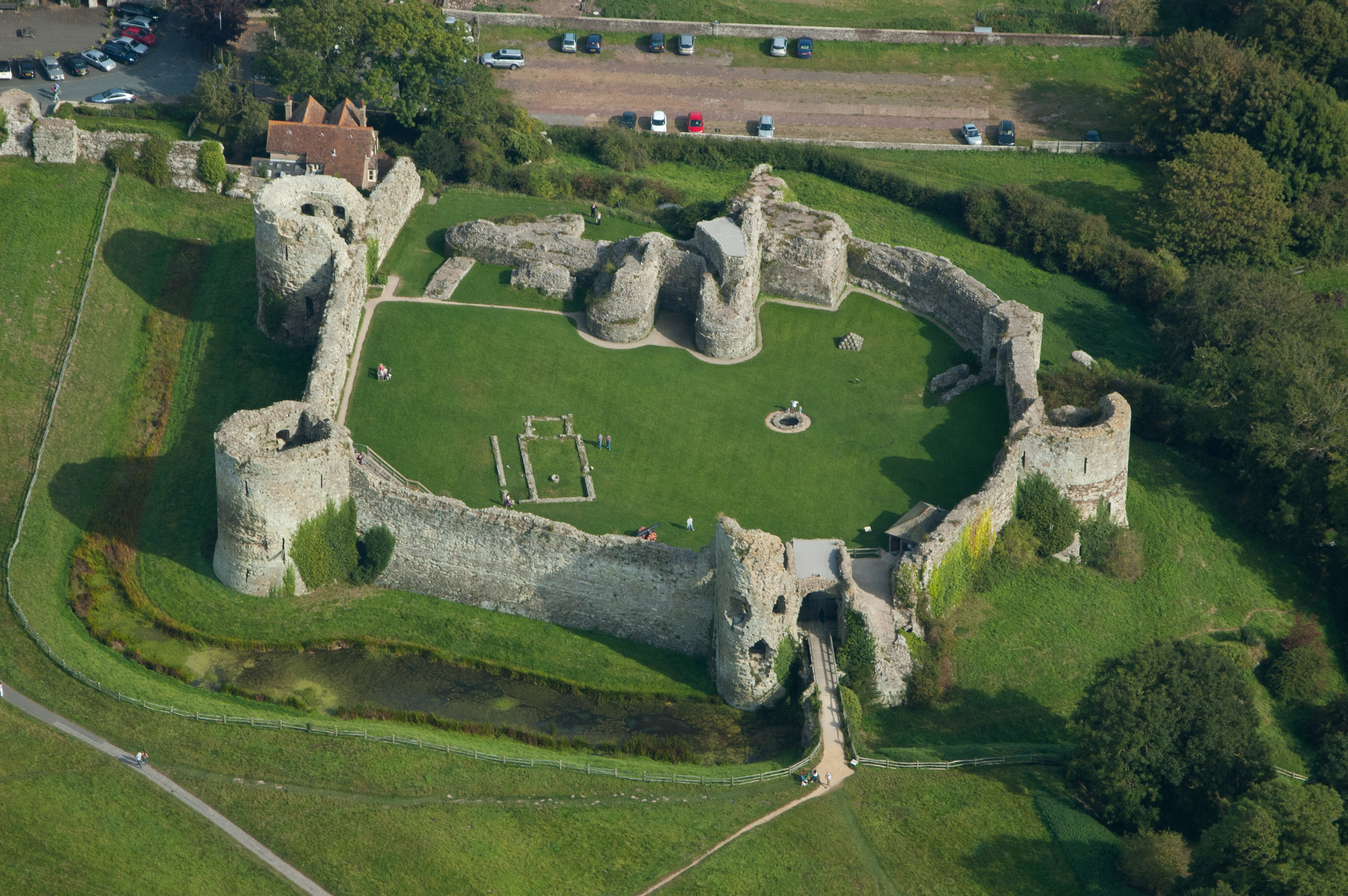
Vue aérienne de la cour intérieure du château de Pevensey, montrant les vestiges d'une chapelle et d'un puits.

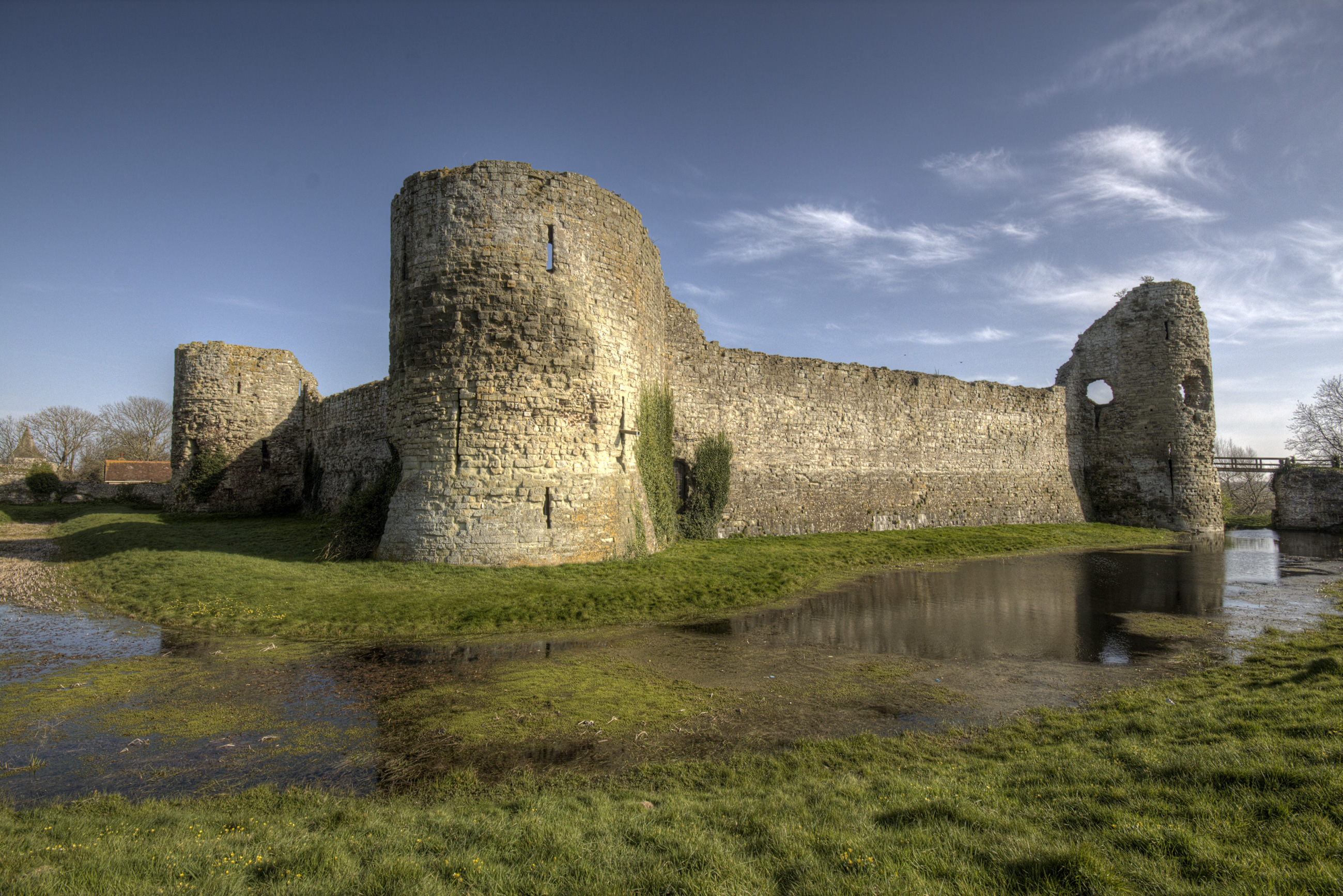
La courtine et les douves de la basse-cour.

Les Normands ont divisé l'intérieur de l'ancien fort romain en deux enceintes fortifiées, appelées cours intérieures et extérieures. La cour intérieure du château était, en effet, un château dans un château, composé d'un rempart fortifié avec une tour à chaque coin, entouré de douves, et d'un donjon de conception inhabituelle à son extrémité orientale, attenant à l'ancienne courtine romaine. Les fortifications en pierre actuelles de la basse-cour datent principalement des XIIIe et XIVe siècles. Elles ont remplacé les fortifications originales en bois et en terre de la cour intérieure normande, qui occupaient une zone beaucoup plus grande de l'intérieur du fort romain. Des traces du fossé de la basse-cour normande et du rempart de terre qui traversaient tout l'intérieur du fort, sont encore visibles aujourd'hui. La cour intérieure protégeait les bâtiments domestiques les plus importants du château, tandis que la cour extérieure était utilisée pour des bâtiments de moindre importance comme un grenier.
Les douves de la cour intérieure - qui sont alimentées par une source- mesuraient probablement plus de 18 m de large lorsqu'elles ont été creusées pour la première fois. Les douves protégeaient un mur d'enceinte du milieu du XIIIe siècle, qui est encore en grande partie intact, qui divise les cours intérieures et extérieures. Un pont en bois d'environ 20,7 m de long reliait les cours intérieures et extérieures, bien que le coût de son entretien ait incité à son remplacement en 1405 par une chaussée en pierre et une fosse à pont-levis que l'on peut encore voir aujourd'hui. L'entrée principale de la cour intérieure se faisait par le corps de garde du début du XIIIe siècle à l'extrémité du pont d'entrée, qui avait deux tours en forme de D flanquant un passage d'entrée voûté. Les tours ont été construites sur trois niveaux avec des meurtrières à chaque niveau et des sous-sols qui ont survécu intacts. L'un des sous-sols est accessible par un escalier en colimaçon ; l'autre, qui n'est accessible que par un trou dans le sol de la tour, peut avoir été utilisé comme cellule de prison ou oubliettes. Les tours du corps de garde ont été construites avec des dos ouverts, probablement fermés par un mur en bois.
Trois autres tours se dressent encore sur les côtés est, nord et sud de la courtine de la basse-cour intérieure. Construites au milieu du XIIIe siècle, elles avaient chacune trois étages auxquels on accédait par des entrées séparées à chaque niveau. L'éclairage était assuré par des meurtrières ; la chambre haute de chaque tour, la seule à disposer d'une cheminée, servait probablement de logement, pourvu d'une latrine. Seule la tour nord est reconnue pour avoir été achevée ; cependant, son sous-sol voûté a été en grande partie détruit vers 1317, lorsque le toit et les planchers de la tour se sont effondrés. On ne sait pas bien si les tours sud et est ont jamais été achevées. Une estimation rédigée en 1317 révèle que les tours étaient couvertes de chaume, dépourvues de créneaux et d'un toit en plomb approprié, mais on ne sait pas si ces travaux détaillés dans leur estimation ont jamais été effectués. Les intérieurs des tours ont été considérablement modifiés en 1940.

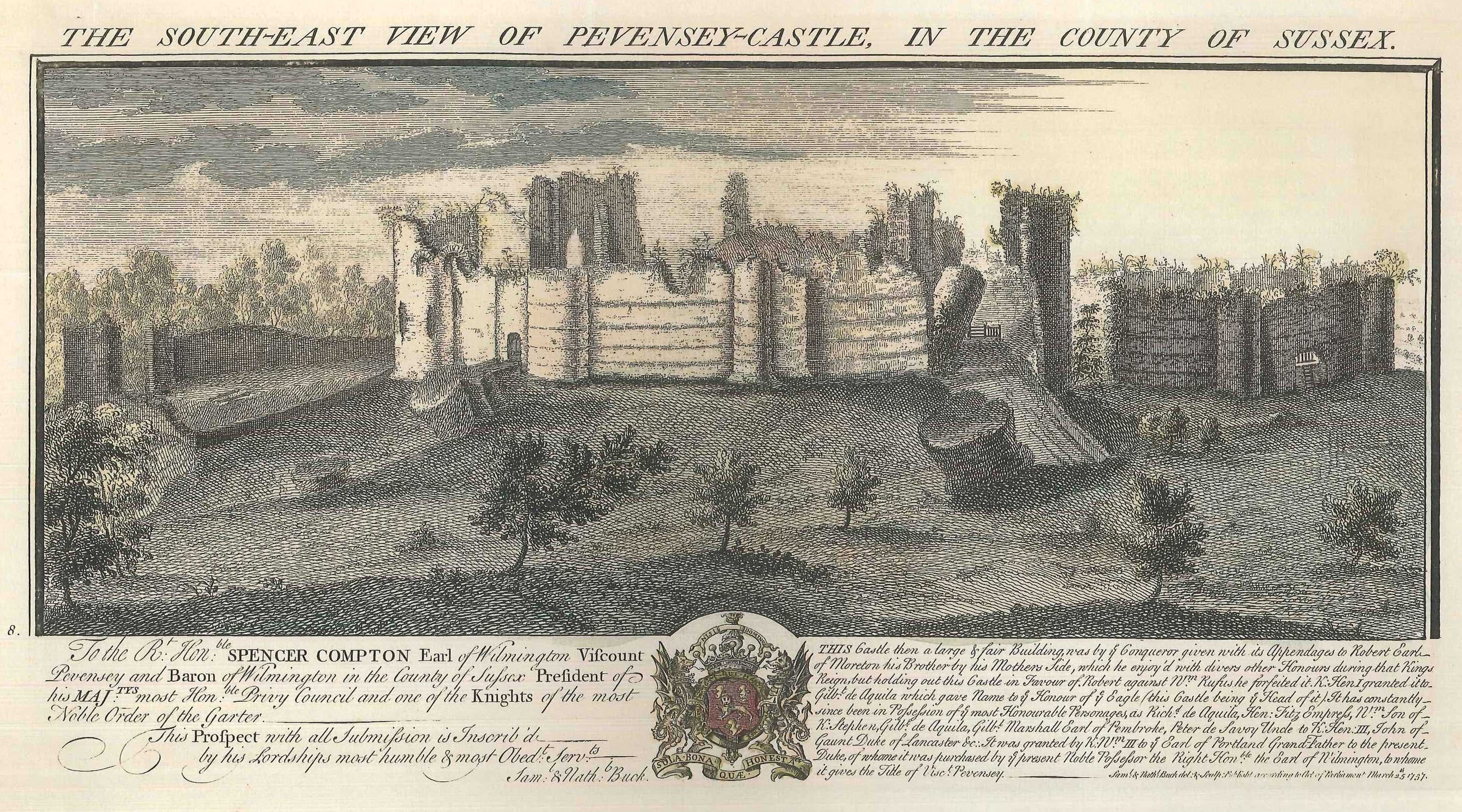
Le château en ruine en 1737, par Samuel et Nathaniel Buck.

L'intérieur de la basse-cour est maintenant une vaste zone herbeuse dominée par la souche du donjon à son bord oriental, qui ne subsiste que jusqu'à son premier étage. Malgré la nature massive des ruines, elles conservent peu de la conception originale en dehors de son plan au sol unique. Il se composait d'un bloc rectangulaire mesurant environ 16,8 m sur 9 m à l'intérieur avec sept tours en saillie, une conception trouvée dans aucun autre château médiéval. Il ne reste rien de l'intérieur et la singularité de sa conception rend difficile la reconstitution de son aménagement intérieur. Des documents survivants du XIVe siècle indiquent qu'il contenait une cuisine et une chapelle, et avait une porte en fer à son entrée principale qui était approchée par un escalier en bois. Comme la plupart des donjons normands, l'entrée était située au premier étage ; le rez-de-chaussée manque d'ouvertures et semble avoir été construit comme une masse solide de maçonnerie remplie d'argile. La destruction quasi totale de tout ce qui se trouve au-dessus du premier étage signifie que la hauteur d'origine du donjon est inconnue, mais il peut avoir atteint une hauteur d'environ 25 mètres (82 pieds) environ. À titre de comparaison, le donjon du XIIe siècle du château de Rochester, qui est la tour normande la plus haute d'Angleterre, mesure 34 mètres de haut,. La conception inhabituelle du donjon peut avoir été influencée par l'architecture romaine.
Le donjon a subi au moins deux remaniements dans la première moitié du XIVe siècle, peut-être à la suite de dommages infligés lors de sièges antérieurs. L'une des refontes impliquait la construction d'une tour carrée attenante qui, selon certains, aurait pu être utilisée pour monter une catapulte ; de grosses boules de pierre, utilisées comme munitions de catapulte, peuvent encore être vues dans la cour intérieure aujourd'hui. Le bâtiment a été enregistré comme délabré pendant une grande partie du XIVe siècle malgré des réparations répétées, et était tombé en ruine au XVIe siècle. Il a été soumis à un pillage systématique des pierres pendant des siècles ; dès 1591, on rapportait que toutes les meilleures pierres avaient été « déchaussées et emportées » et qu'une famille avait enlevé pas moins de 677 charrettes de pierres de parement en pierre de taille des murs du donjon. Une gravure de la fin du XVIIIe siècle montre les restes du bâtiment dans un état d'effondrement qui s'est poursuivi jusque dans les années 1880. Les ruines ont été en grande partie enterrées sous un grand tas de terre et d'argile constitué à la fin du Moyen Âge ou au début des temps modernes, qui n'a été enlevé que dans les années 1920. La raison de la construction du monticule au-dessus du donjon en ruine n'est pas claire, mais elle peut avoir été liée à la brève utilisation élisabéthaine du château comme position de tir.
Un certain nombre d'autres bâtiments se trouvaient autrefois dans la cour intérieure, bien qu'il n'en reste que des traces aujourd'hui. L'intérieur du mur d'enceinte était bordé de bâtiments domestiques à pans de bois, comme l'était la grande salle, qui semble avoir été entièrement reconstruite par Édouard Ier en 1301–1302 et peut-être à d'autres occasions. La disposition de ces bâtiments n'est pas connue, mais des vestiges de cheminées sont encore visibles encastrés dans la courtine. En raison de l'espace relativement restreint disponible dans la cour intérieure, les bâtiments auraient été très étroits. Les fondations en pierre d'une petite chapelle sont également visibles dans la cour intérieure. La chapelle, documentée pour la première fois au XIIIe siècle, a été reconstruite en 1302, soit sur les fondations en pierre existantes, soit dans la cour extérieure à un nouvel emplacement. L'approvisionnement en eau du château était assuré par un puits situé à côté de la chapelle. Il n'a jamais été entièrement creusé, mais des enquêtes ont révélé qu'il était tapissé de pierre jusqu'à une profondeur d'environ 15 mètres, et de bois au-delà.

## Historique
Le château de Pevensey est le premier château qu'aurait construit Guillaume le Conquérant lors de sa conquête de l'Angleterre, en réutilisant le fort romain d'Anderitum.
Guillaume commandita des travaux qu'il confia à son demi-frère Robert de Mortain. Celui-ci réutilisa ou restaura les pierres des murailles du fort romain dans un nouveau dispositif de fortifications. Au milieu du XIIe siècle, dans son Roman de Rou, Wace, raconte comment les charpentiers sautèrent à terre « tenant une grande cognée entre leurs mains, doloires ou haches pendues au côté. », pour « fort chastel fermer ». En effet les navires normands étaient chargés de madriers déjà percés et de barils contenant les chevilles nécessaires à l'assemblage des palissades.
Le château fut assiégé plusieurs fois entre les XIe et XIIIe siècles. En effet, le siège du XIIIe siècle fut à cette époque le plus long de l'histoire anglaise, le château étant détenu pour Pierre II de Savoie par des chevaliers savoyards dont Imbert de Montréal et Nantelme de Cholay. On projeta de le démanteler sous Élisabeth Ire, puis dans les années puritaines.
Pour finir, il reprit encore du service en 1942, lorsqu'il fut inclus dans le système de défense britannique et dévolu à l'observation des raids aériens allemands au-dessus de la Manche.